# Ceintrey
Ceintrey est une commune française située dans le département de Meurthe-et-Moselle en région Grand Est.

## Géographie
L'altitude de Ceintrey est de 240 mètres environ. Sa superficie est de 11 km2. Sa latitude est de 48.524 degrés nord et sa longitude de 6.163 degrés est. Les villes et villages proches de Ceintrey sont : Voinémont (54134) à 0,62 km, Clérey-sur-Brenon (54330) à 2,64 km, Autrey (54160) à 2,68 km, Pulligny (54160) à 2,75 km, Lemainville (54740) à 3,44 km (les distances avec ces communes proches de Ceintrey sont calculées à vol d'oiseau).
| Autrey            | Pulligny                | Flavigny-sur-Moselle |
|                   | Ceintrey                | Benney               |
| Clérey-sur-Brenon | Gerbécourt-et-Haplemont | Voinémont            |

### Hydrographie
La commune est dans le bassin versant du Rhin au sein du bassin Rhin-Meuse. Elle est drainée par le Madon, le ruisseau de Ceval, le ruisseau de Corps Fontaine, le ruisseau de la Deuille et le ruisseau de la Vermillere,.
Le Madon, d'une longueur de 97 km, prend sa source dans la commune de Vioménil et se jette  dans la Moselle à Pont-Saint-Vincent, après avoir traversé 47 communes. Les caractéristiques hydrologiques du Madon sont données par la station hydrologique située sur la commune de Pulligny. Le débit moyen mensuel est de 10,2 m3/s. Le débit moyen journalier maximum est de 284 m3/s, atteint lors de la crue du 30 décembre 2001. Le débit instantané maximal est quant à lui de 371 m3/s, atteint le 4 octobre 2006.

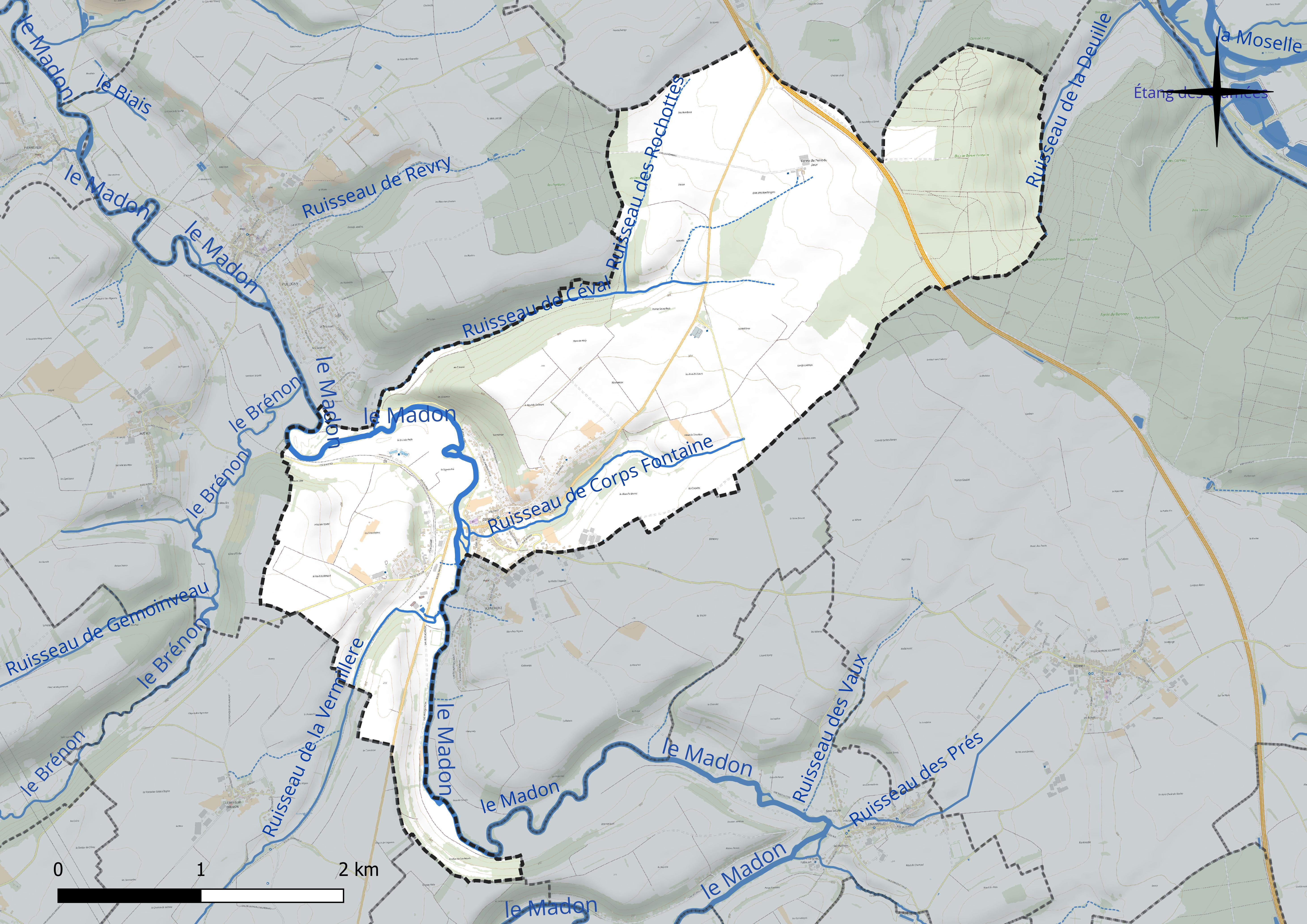
Réseau hydrographique de Ceintrey.

### Climat
Pour des articles plus généraux, voir Climat du Grand Est et Climat de Meurthe-et-Moselle.
En 2010, le climat de la commune est de type climat des marges montargnardes, selon une étude du Centre national de la recherche scientifique s'appuyant sur une série de données couvrant la période 1971-2000. En 2020, Météo-France publie une typologie des climats de la France métropolitaine dans laquelle la commune est exposée à un climat semi-continental et est dans la région climatique  Lorraine, plateau de Langres, Morvan, caractérisée par un hiver rude (1,5 °C), des vents modérés et des brouillards fréquents en automne et hiver. 
Pour la période 1971-2000, la température annuelle moyenne est de 9,6 °C, avec une amplitude thermique annuelle de 16,9 °C. Le cumul annuel moyen de précipitations est de 847 mm, avec 12 jours de précipitations en janvier et 9,6 jours en juillet. Pour la période 1991-2020, la température moyenne annuelle observée sur la station météorologique de Météo-France la plus proche, « Nancy-Ochey », sur la commune d'Ochey à 18 km à vol d'oiseau, est de 10,5 °C et le cumul annuel moyen de précipitations est de 810,4 mm. 
La température maximale relevée sur cette station est de 39,6 °C, atteinte le 25 juillet 2019 ; la température minimale est de −19,1 °C, atteinte le 12 janvier 1987,,. 
Les paramètres climatiques de la commune ont été estimés pour le milieu du siècle (2041-2070) selon différents scénarios d'émission de gaz à effet de serre à partir des nouvelles projections climatiques de référence DRIAS-2020. Ils sont consultables sur un site dédié publié par Météo-France en novembre 2022.

## Urbanisme

### Typologie
Au 1er janvier 2024, Ceintrey est catégorisée bourg rural, selon la nouvelle grille communale de densité à sept niveaux définie par l'Insee en 2022.
Elle est située hors unité urbaine. Par ailleurs la commune fait partie de l'aire d'attraction de Nancy, dont elle est une commune de la couronne,. Cette aire, qui regroupe 353 communes, est catégorisée dans les aires de 200 000 à moins de 700 000 habitants,.

### Occupation des sols
L'occupation des sols de la commune, telle qu'elle ressort de la base de données européenne d’occupation biophysique des sols Corine Land Cover (CLC), est marquée par l'importance des territoires agricoles (71,3 % en 2018), en diminution par rapport à 1990 (73 %). La répartition détaillée en 2018 est la suivante : terres arables (42,6 %), prairies (28,6 %), forêts (21 %), zones urbanisées (5,3 %), milieux à végétation arbustive et/ou herbacée (2,4 %). L'évolution de l’occupation des sols de la commune et de ses infrastructures peut être observée sur les différentes représentations cartographiques du territoire : la carte de Cassini (XVIIIe siècle), la carte d'état-major (1820-1866) et les cartes ou photos aériennes de l'IGN pour la période actuelle (1950 à aujourd'hui).

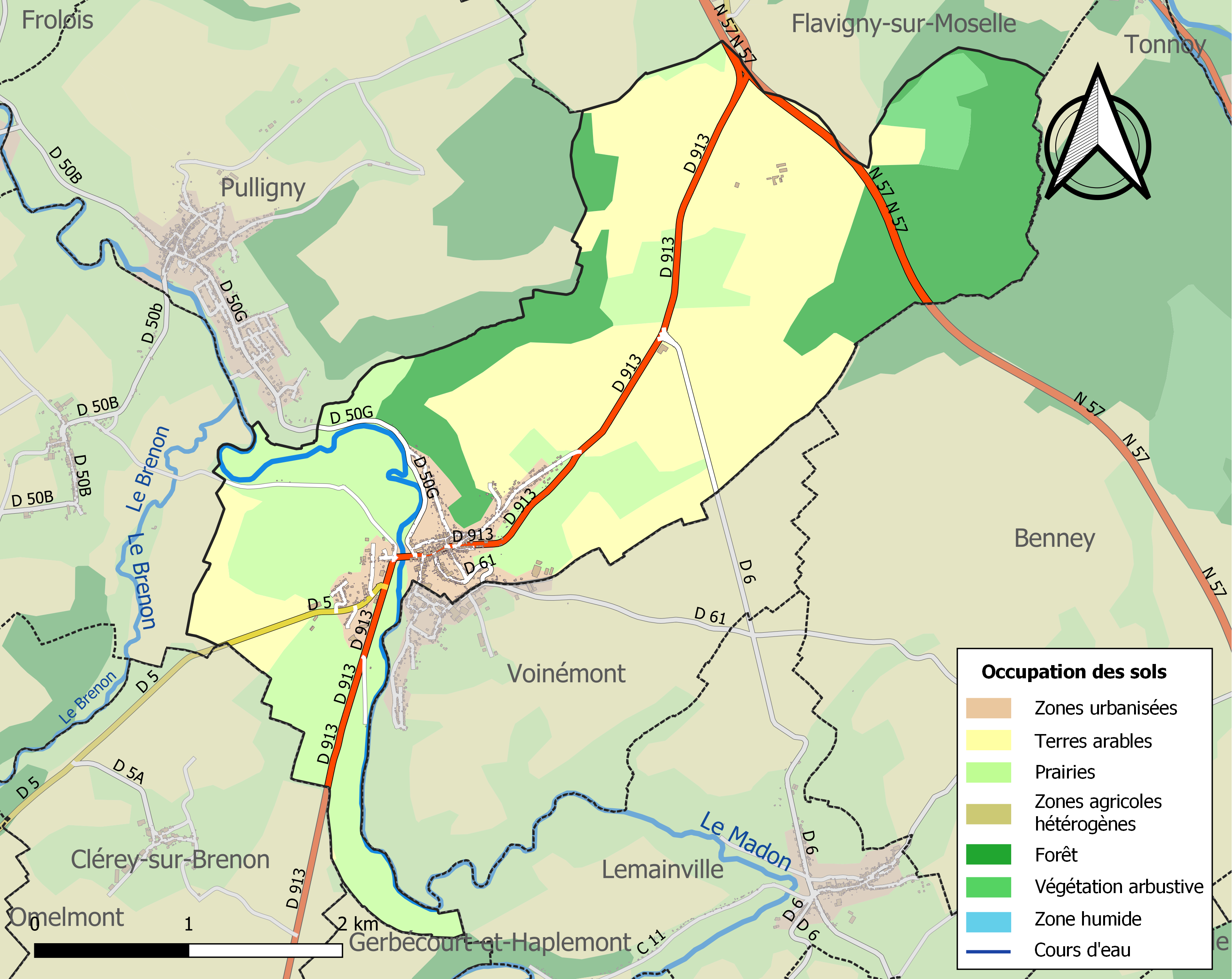
Carte des infrastructures et de l'occupation des sols de la commune en 2018 (CLC).

## Toponymie
Le nom de la localité est attesté sous les formes Sinteriaco au Xe siècle ; Gerardus de Senterei (1175) ; De Synterei (1178) ; De Sainteri (vers 1203) ; De Saintereio (1220) ; Saintrey (1350) ; Cintrey, Cintri, Cintrei (1408) ; Sentrey (1420) ; Saintrel (1484) ; Centry (1487) ; Sainterey (1492) ; Centrey (1522) ; Sainctrey (1531).
Il est possible que les mentions Sinteriacum de 977 et Seuteriacum de 993 attribuées pour Sœtrich, se réfèrent en réalité à Ceintrey, sans certitude cependant.
Ceintrey est dans le pays Saintois
Il s'agit d'une formation toponymique gallo-romaine en -(i)acum, suffixe gallo-romain de localisation et de propriété d’origine gauloise qui a régulièrement abouti à la terminaison -ey dans ce cas. Le premier élément s’analyse sans doute comme un nom de personne, selon le cas général. François de Beaurepaire propose pour Cintray (Eure, qu'il compare directement à Ceintrey et aux Cintré et Xaintray du domaine d’oïl), à partir de la mention Senterei (1175), l'anthroponyme gallo-romain *Sentarius, variante de Senter, attesté à Vienne (CIL XII, 5708). Cependant, Albert Dauzat quant à lui, préfère suggérer le nom de personne latin *Cintirius de Cintirio ou sa variante *Cintrius dans certains cas pour ces types toponymiques.
Une autre hypothèse fait remonter Ceintrey, au type toponymique *Sinthariacum au lieu de *Senteriacum, d'où la forme Sinteriaco Xe siècle, c'est-à-dire non plus comme un dérivé d'un nom de personne latin ou gallo-romain, mais comme un dérivé à partir de l'anthroponyme germanique Sinthar, Sinter identifié en Gaule par Marie-Thérèse Morlet, qui donne aussi cette explication pour la localité Scientrier: Sinthar (Sindharius), anthroponyme germanique composé de sind (« voyage ») et hari (« armée »).

## Histoire
- Présences gallo-romaine et franque.
- « Stephanus de Synterei » est mentionné en 1183.
- Forme une seule agglomération avec Voinémont.

## Politique et administration
| Période                                  | Période   | Identité          | Étiquette | Qualité                           |
| ---------------------------------------- | --------- | ----------------- | --------- | --------------------------------- |
| Les données manquantes sont à compléter. |           |                   |           |                                   |
|                                          |           | Jean Colson       |           | Maire honoraire                   |
| mars 1989                                | mars 2001 | Guy Styns         | PS        |                                   |
| mars 2001                                | mars 2008 | Littorio Troiani  | SE        | Maire honoraire                   |
| mars 2008                                | 2014      | Michel Voirin     | SE        |                                   |
| mars 2014                                | mai 2020  | Jean-Marc Marchal |           | Fonctionnaire de catégorie A      |
| mai 2020                                 | En cours  | Jean-Paul Robert, |           | Ancienne profession intermédiaire |

## Population et société

### Démographie
L'évolution du nombre d'habitants est connue à travers les recensements de la population effectués dans la commune depuis 1793. Pour les communes de moins de 10 000 habitants, une enquête de recensement portant sur toute la population est réalisée tous les cinq ans, les populations de référence des années intermédiaires étant quant à elles estimées par interpolation ou extrapolation. Pour la commune, le premier recensement exhaustif entrant dans le cadre du nouveau dispositif a été réalisé en 2008.

En 2022, la commune comptait 911 habitants, en évolution de −0,98 % par rapport à 2016 (Meurthe-et-Moselle : −0,13 %, France hors Mayotte : +2,11 %).
| 1793 | 1800 | 1806 | 1821 | 1831 | 1836 | 1841 | 1846 | 1851 |
| ---- | ---- | ---- | ---- | ---- | ---- | ---- | ---- | ---- |
| 764  | 766  | 815  | 773  | 765  | 865  | 816  | 819  | 799  |

| 1856 | 1861 | 1872 | 1876 | 1881 | 1886 | 1891 | 1896 | 1901 |
| ---- | ---- | ---- | ---- | ---- | ---- | ---- | ---- | ---- |
| 780  | 773  | 740  | 708  | 669  | 663  | 675  | 624  | 571  |

| 1906 | 1911 | 1921 | 1926 | 1931 | 1936 | 1946 | 1954 | 1962 |
| ---- | ---- | ---- | ---- | ---- | ---- | ---- | ---- | ---- |
| 590  | 568  | 535  | 533  | 521  | 501  | 479  | 535  | 524  |

| 1968 | 1975 | 1982 | 1990 | 1999 | 2006 | 2008 | 2013 | 2018 |
| ---- | ---- | ---- | ---- | ---- | ---- | ---- | ---- | ---- |
| 489  | 552  | 630  | 698  | 741  | 775  | 785  | 913  | 930  |

| 2022 | - | - | - | - | - | - | - | - |
| ---- | - | - | - | - | - | - | - | - |
| 911  | - | - | - | - | - | - | - | - |

## Culture locale et patrimoine

### Lieux et monuments

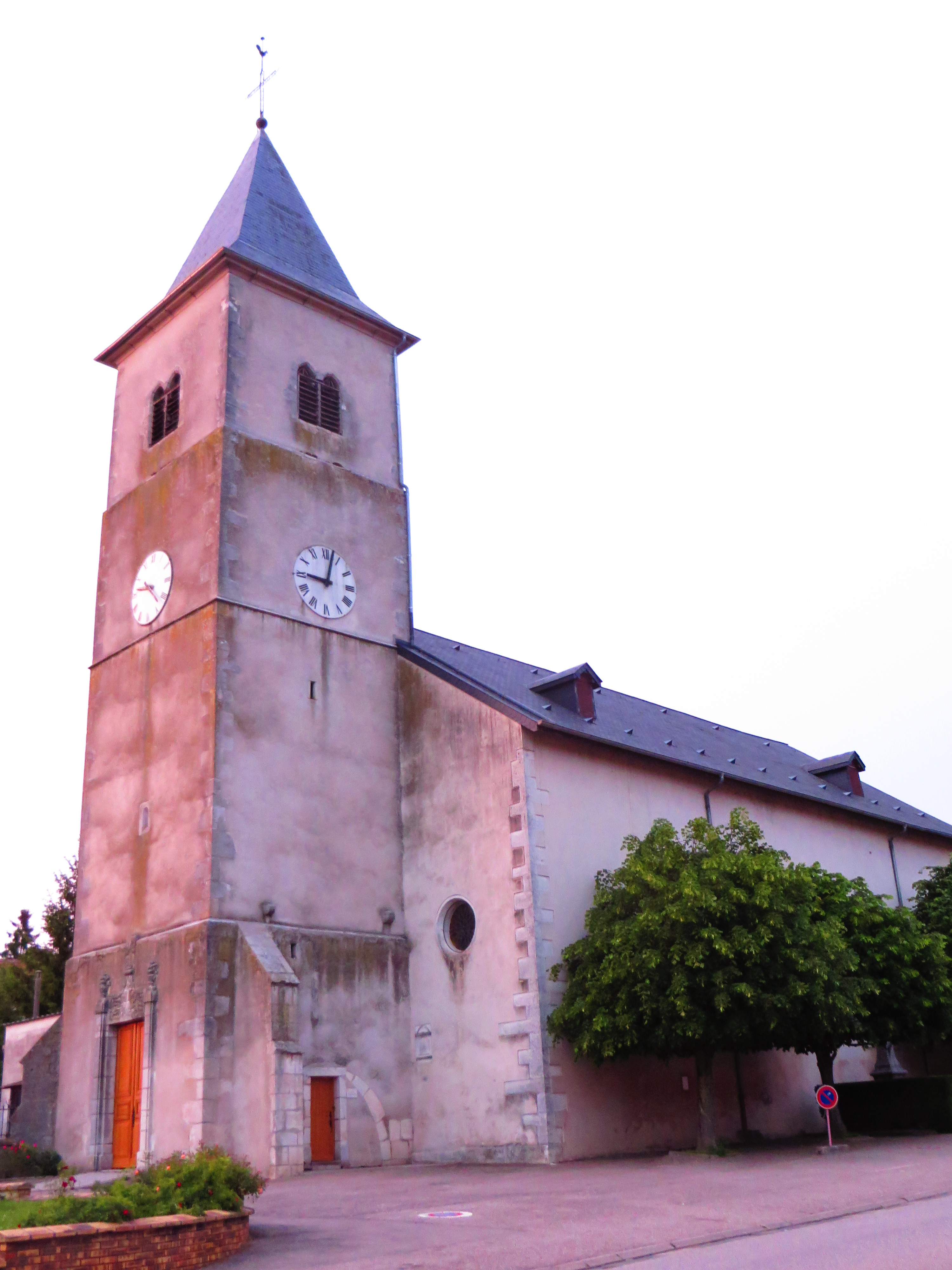
Église Saint-Remy.

- Vestiges de constructions gallo-romaines fouillées en 1979.
- Église Saint-Remy du XVIIIe siècle.

### Héraldique
| Blason de Ceintrey | Blason  | Écartelé : au premier d'argent aux quatre lionceaux de gueules, armés, lampassés et couronnés d'or, au deuxième losangé de gueules et d'or, au troisième de gueules aux deux saumons adossés d'argent accompagnés de quatre croisettes recroisetées au pied fiché du même, au quatrième d'or au lion de sable. |
| Blason de Ceintrey | Détails | Le statut officiel du blason reste à déterminer. |